# Bill Rank
Bill Rank (Lafayette, 8 juni 1904 - Cincinnati, 20 mei 1979) was een Amerikaanse jazz-trombonist.
Rank speelde bij Collin's Jazz Band en bij Tade Dolan's Singing Orchestra. Van 1923 tot 1927 werkte hij in het orkest van Jean Goldkette, naast onder meer Bix Beiderbecke. Hierna speelde hij bij Adrian Rollini en nam hij op met de bands van onder meer Sam Lanin en Nat Shilkret. Van 1927 tot 1938 was hij actief bij Paul Whiteman, waarmee hij veel opnam. Hij was studiomuzikant in Hollywood en van 1942 tot 1947 was hij lid van het WLW-radio-orkest. Ook leidde hij verschillende bands, waaronder de dixieland-groep Over the Hill Gang. Overdag had hij een baan in het verzekeringswezen. Vanaf het eind van de jaren zestig toerde hij verschillende keren in Europa en verscheen hij op allerlei jazzfestivals, waar hij gezien werd als een legende.
Rank is te horen op plaatopnames van onder meer Doc Evans, Jack Teagarden, Artie Shaw, Tommy Dorsey, Hoagy Carmichael, Mildred Bailey, Pee Wee Russell, Joe Venuti, Red Nichols, Frankie Trumbauer en Dick Sudhalter.

## Discografie (selectie)
- Bix's Gang Lives (tribute-album, groep met o.m. Max Kaminsky), Fat Cat's Jazz, 1973